# Estado de Mongolia Buriata
El Estado de Mongolia Buriata (en buriato: Буряад-Монгол улас; en ruso: Государство Бурят-Монголия) fue un Estado colchón fundado por los buriatos durante la guerra civil rusa el 25 de abril de 1917 por el Congreso de Todos los Buriatos. Su capital estaba en Chitá. En noviembre-diciembre de ese año el oeste de la provincia de Irkutsk cayó en poder rojo, pero la reacción de los cosacos de Semiónov permitió crear un territorio blanco con el que se aliaron los buriatos en febrero siguiente.
Era una república multipartidista con un parlamento como órgano de gobierno máximo. En 1918 fue reconocido por los bolcheviques, aunque estos tenían poca influencia entre los buriatos. Más importantes eran los mencheviques y socialrrevolucionarios. A partir del año siguiente se hizo completamente independiente en el área económica, recaudando sus propios impuestos. Con apoyo japonés se organizó un Congreso Pan-Mongol. Su fin se produjo al ser vencido el atamán de los cosacos del Baikal, Grigori Semiónov; fue su desaparición efectiva en octubre de 1920. Oficialmente fue disuelta el 6 de abril de 1921, cuando sus territorios fueron divididos entre la República Socialista Federativa Soviética de Rusia y la República del Extremo Oriente.